# The Mother of Us All
The Mother of Us All (título original en inglés; en español, La madre de todos nosotros) es una ópera en dos actos con música de Virgil Thomson y libreto en inglés de Gertrude Stein. Es la crónica de la vida de Susan B. Anthony, una de las principales figuras en la lucha por el voto femenino en los EE. UU. En un estilo a la moda, reúne personajes, ficticios y no ficticios, de diferentes épocas de la historia estadounidense. 

## Historia
Se estrenó el 7 de mayo de 1947 en el Branders Matthews Hall de la Universidad de Columbia con la soprano Dorothy Dow como Susan B. Anthony.
Esta ópera rara vez se representa en la actualidad; en las estadísticas de Operabase no aparece entre las óperas representadas en el período 2005-2010.

## Personajes
| Personaje                                     | Tesitura                         | Reparto del estreno 7 de mayo de 1947 (Director: Otto Luening) |
| --------------------------------------------- | -------------------------------- | -------------------------------------------------------------- |
| Susan B. Anthony                              | mezzosoprano o soprano dramática | Dorothy Dow                                                    |
| Anne                                          | contralto                        | Belva Kibler                                                   |
| Gertrude S.                                   | soprano                          | Hazel Gravell                                                  |
| Virgil T.                                     | barítono                         | Robert Grooters                                                |
| Daniel Webster                                | bajo                             | Bertram Rowe                                                   |
| Andrew Johnson                                | tenor                            |                                                                |
| Thaddeus Stevens                              | tenor                            | Alfred Kunz                                                    |
| Jo the Loiterer                               | tenor                            | William Horne                                                  |
| Chris the Citizen                             | barítono                         |                                                                |
| Indiana Elliot                                | contralto                        | Ruth Krug                                                      |
| Angel More                                    | soprano                          | Carolyn Blakeslee                                              |
| Henrietta M.                                  | soprano                          | Teresa Stich-Randall                                           |
| Henry B.                                      | bajo-barítono                    |                                                                |
| Anthony Comstock                              | bajo                             |                                                                |
| John Adams, presumiblemente John Quincy Adams | tenor                            | Robert Sprecher                                                |
| Constance Fletcher                            | mezzosoprano                     | Alice Howland                                                  |
| Gloster Heming                                | barítono                         |                                                                |
| Isabel Wentworth                              | mezzosoprano                     |                                                                |
| Anna Hope                                     | contralto                        | Carlton Sunday                                                 |
| Lillian Russell                               | soprano                          | Nancy Reid                                                     |
| Jenny Reefer                                  | mezzosoprano                     | Dianna Herman                                                  |
| Ulysses S. Grant                              | bajo-barítono                    | Everett Anderson                                               |
| Herman Atlan                                  | barítono alto                    |                                                                |
| Donald Gallup                                 | barítono                         |                                                                |
| A.A. y T.T., pajes o postillones              |                                  |                                                                |
| Negro Man y Negro Woman                       |                                  |                                                                |
| Hermano de Indiana Elliot                     | bajo-barítono                    |                                                                |

## Grabación
- Virgil Thomson: The Mother of Us All (Karen Beck, Sondra Stowe, Jimmie Lu Null, William Lewis, Steven Loewengart, Thomas Parker, Marla McDaniels, D'Artagnan Petty, Stephen Bryant, Ashley Putnam, et al.; director: Raymond Leppard; coro y orquesta de la Ópera de Santa Fe. Grabado en Santa Fe, Nuevo México, 1977. Discográfica: New World Records